# HD 10180
HD 10180是一颗太阳型恒星。它距离地球127光年，位于水蛇座南部。該恆星因為其規模龐大的行星系而聞名。科学家认为其拥有至少7颗、可能多达9颗行星。因此它被認為是擁有最多太陽系外行星的恆星，超越了克卜勒11、轩辕增十九，甚至是太陽系。

## 恆星特性
根據視差量測，HD 10180距離地球約127光年（39秒差距），視星等為7.33，因此肉眼不可見，必須以小型望遠鏡觀測。它的赤緯−60°，因此北半球緯度在熱帶地區以上區域不可見。
HD 10180的光譜形式是G1V，屬於G型主序星。其质量与金属量分别比太阳多6%与20%。色球層有效溫度是5911K。它的年齡大約是73億年，且它的磁場相當穩定。自轉週期大約是24日。

## 行星系統
2010年由日內瓦大學教授克里斯托弗·洛维斯（Christophe Lovis）領導的團隊宣布發現HD 10180旁發現了5颗海王星大小的行星，並可能多達7顆。这些行星都是通过歐洲南方天文台智利拉西拉天文台ESO 3.6米望遠鏡上的高精度徑向速度行星搜索器（HARPS）攝譜儀以都卜勒光譜學方式發現。
2012年4月5日，赫特福德大学的天文學家米科·圖米（Mikko Tuomi）傳送了一篇論文到《天文与天体物理学报》，這篇於4月6日批准出版的論文提出了HD 10180有9顆行星存在的模型。對先前已發現行星的相關資料重新分析，確認了最內側行星（編號 b）和另外兩顆行星（編號 i 和 j）存在的進一步證據。

### 行星軌道性質

HD 10180行星系统的轨道。本模型是以7顆行星狀況下繪製。這是考慮到潮汐耗散的牛頓模型。

這五顆行星的质量下限为地球的12倍到25倍不等（相當於天王星和海王星），轨道半径分别为0.06、0.13、0.27、0.49与1.42天文单位，都在火星軌道範圍之內。另外，还可能有一颗地球大小的行星位于0.02天文单位处（质量下限为地球的1.4倍，误检率为1.4%），以及一颗土星大小的行星位于3.4天文单位处（质量下限为地球的65倍，误检率为0.6%）。这一行星系统是发现行星数量最多的太阳系外行星系（之前的记录为巨蟹座55的五颗行星）。
此行星系统中的行星都未处于平运动共振（mean motion resonance），不过有一些为近共振（near resonance）。共振模式包含了3c:2i:1d和3e:2j:1f。相鄰軌道週期的近似共振比例（由內向外）分別是1:5、1:3、1:3、2:5、1:5、3:11。
由于行星轨道倾角未知，目前只能得知行星质量下限。動力學模擬表明這個系統如果行星真實質量參數多於3個，該系統就不穩定（對應於軌道傾角小於20°）。

### 行星性質

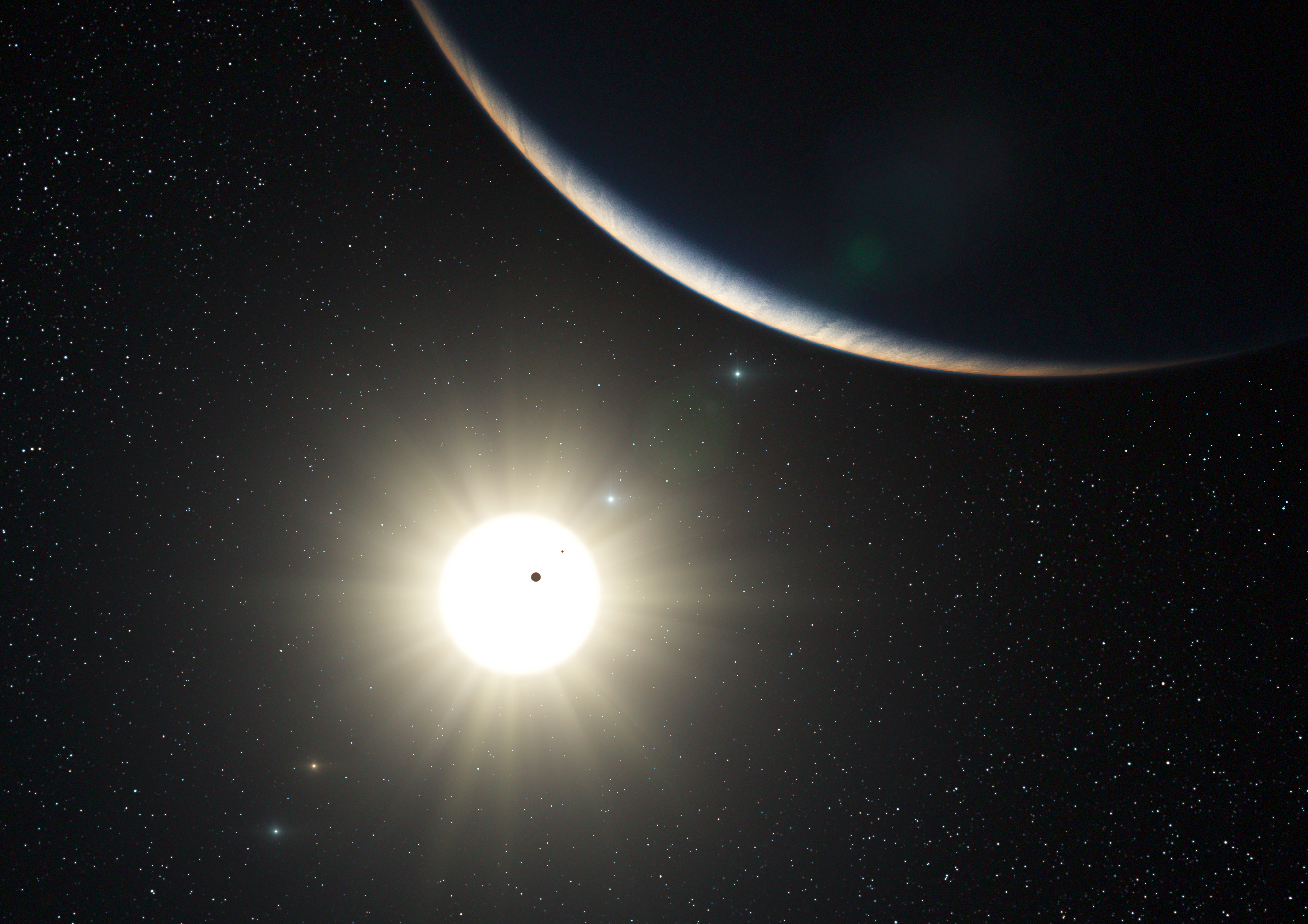
HD 10180行星系统（概念图）

HD 10180 b可能是體積與地球相當的系外行星（質量下限1.4倍地球質量），距離母恆星約0.02天文單位。它的軌道半徑最早預測大約是0.02225 ± 0.00035天文單位（低於水星軌道半徑七分之一）的橢圓軌道，公轉週期1.1日。HD 10180 b在2012年確認它的軌道半徑稍低，且軌道離心率稍高。誤檢率1.4%。
HD 10180 c的質量下限相當於海王星，因此被認為是熱海王星。動力學模擬認為如果它的質量梯度係數超過2，這個系統將不穩定。它原始的軌道週期和離心率分別是5.75979 ± 0.00062日和0.045 ± 0.026。2012年分析認為它的軌道離心率更大。誤檢率0.1%。
HD 10180 i是由米科·圖米宣布發現於2012年，是未確認的高溫超級地球。
HD 10180 d是一顆熱海王星。原始質量大約是大於11.75 ± 0.65倍地球質量，且稍微橢圓形的軌道。2012年確認它的質量較先前大，且離心率更低。
HD 10180 e也是熱海王星。它的預測軌道半徑和離心率在2012年的預測都較先前低。
HD 10180 j是由米科·圖米宣布發現於2012年，是未確認的高溫超級地球。
HD 10180 f是一顆熱海王星。它的預測軌道半徑和離心率在2012年的預測都較先前低。
HD 10180 g是一顆熱海王星。它的預測軌道半徑和離心率在2012年的預測都較先前低。
HD 10180 h是系統中體積最大，距離最遠者。它的體積約相當於土星（最小質量約65倍地球質量，誤差0.6%），距離母恆星約3.4天文單位。它和母恆星的距離相當於外小行星帶和太陽的距離。
| 成員 (依恆星距離) | 质量            | 半長軸 (AU)       | 轨道周期 (天)     | 離心率          | 傾角 | 半径 |
| ----------------- | --------------- | ----------------- | ----------------- | --------------- | ---- | ---- |
| b (未确认)        | >1.3 ± 0.8 M⊕   | 0.02222 ± 0.00011 | 1.17766 ± 0.00022 | 0.0005 ± 0.0049 |      |      |
| c                 | >13.0 ± 2.0 M⊕  | 0.0641 ± 0.0010   | 5.75973 ± 0.00083 | 0.07 ± 0.08     | —    | —    |
| i (未确认)        | >1.9 ± 1.8 M⊕   | 0.0904 ± 0.047    | 9.655 ± 0.072     | 0.05 ± 0.23     |      |      |
| d                 | >11.9 ± 2.15 M⊕ | 0.1284 ± 0.0061   | 16.354 ± 0.0013   | 0.011 ± 0.013   | —    | —    |
| e                 | >25.0 ± 3.9 M⊕  | 0.270 ± 0.0013    | 49.75 ± 0.007     | 0.001 ± 0.010   | —    | —    |
| j (未确认)        | >5.1 ± 3.2 M⊕   | 0.330 ± 0.016     | 67.55 ± 1.28      | 0.07 ± 0.12     |      |      |
| f                 | >23.9 ± 1.4 M⊕  | 0.4929 ± 0.0078   | 122.88 ± 0.65     | 0.13 ± 0.015    | —    | —    |
| g                 | >21.4 ± 3.4 M⊕  | 1.415 ± 0.091     | 596 ± 37          | 0.03 ± 0.40     | —    | —    |
| h                 | >65.8 ± 12.9 M⊕ | 3.49 ± 0.60       | 2300 ± 550        | 0.18 ± 0.016    | —    | —    |